# Benton (Maine)
Benton ist eine Town im Kennebec County des Bundesstaates Maine in den Vereinigten Staaten. Im Jahr 2020 lebten dort 2715 Einwohner in 1197 Haushalten auf einer Fläche von 75,27 km2.

## Geografie
Nach dem United States Census Bureau hat Benton eine Gesamtfläche von 75,27 km², von denen 73,58 km² Land sind und 1,68 km² aus Gewässern bestehen.

### Geografische Lage
Benton liegt im Norden des Kennebec Countys, angrenzend an das Somerset County und das Waldo County. Im Westen wird das Gebiet durch den Kennebec River begrenzt. Zentral durch die Town fließt in südlicher Richtung der Sebasticook River, der in den Kennebec River mündet. Die Oberfläche ist eben, ohne nennenswerte Erhebungen.

### Nachbargemeinden
Alle Entfernungen sind als Luftlinien zwischen den offiziellen Koordinaten der Orte aus der Volkszählung 2010 angegeben.
- Norden: Clinton, 3,1 km
- Nordosten: Unity, Waldo County, 17,3 km
- Südosten: Albion, 8,7 km
- Süden: Winslow, 7,1 km
- Südwesten: Waterville, 16,1 km
- Westen: Fairfield, Somerset County, 16,1 km

### Stadtgliederung
In Benton gibt es mehrere Siedlungsgebiete: Benton, Benton Falls, Benton Station, East Benton, Goodwin Corner und Preston Corner.

### Klima
Die mittlere Durchschnittstemperatur in Benton liegt zwischen −7,2 °C (19° Fahrenheit) im Januar und 20,6 °C (69° Fahrenheit) im Juli. Damit ist der Ort gegenüber dem langjährigen Mittel der USA um etwa 6 Grad kühler. Die Schneefälle zwischen Oktober und Mai liegen mit bis zu zweieinhalb Metern mehr als doppelt so hoch wie die mittlere Schneehöhe in den USA; die tägliche Sonnenscheindauer liegt am unteren Rand des Wertespektrums der USA.

## Geschichte
Benton wurde am 16. März 1842 als eigenständige Town mit dem Namen Sebasticook organisiert. Zuvor gehörte Benton zur Town Clinton. Der Name wurde im Jahr 1850 in Benton geändert. Der Name geht auf den Politiker Thomas Hart Benton zurück. Teile des Townships Unity wurden im Jahr 1847 hinzugenommen und im Jahr 1853 wurden Teile an Clinton abgegeben. Eine Insel im Kennebec River wurde im Jahr 1873 an Fairfield abgegeben und im Jahr 1863 wurden Teile von Albion hinzugenommen.
Durch die Straßenbahn Benton–Fairfield, die von 1898 bis 1900 auf kompletter Länge ausgebaut wurde, besaß Benton bis zum Jahr 1929 eine Verbindung im Personenverkehr mit Fairfield und bis zum Jahr 1936 noch eine Güterstrecke. Die Verbindung reichte von Benton Falls bis zur Endhaltestelle der Straßenbahn Waterville und der Straßenbahn Fairfield–Shawmut in Fairfield.

### Einwohnerentwicklung
| Volkszählungsergebnisse – Town of Benton, Maine | Volkszählungsergebnisse – Town of Benton, Maine | Volkszählungsergebnisse – Town of Benton, Maine | Volkszählungsergebnisse – Town of Benton, Maine | Volkszählungsergebnisse – Town of Benton, Maine | Volkszählungsergebnisse – Town of Benton, Maine | Volkszählungsergebnisse – Town of Benton, Maine | Volkszählungsergebnisse – Town of Benton, Maine | Volkszählungsergebnisse – Town of Benton, Maine | Volkszählungsergebnisse – Town of Benton, Maine | Volkszählungsergebnisse – Town of Benton, Maine |
| Jahr                                            | 1800                                            | 1810                                            | 1820                                            | 1830                                            | 1840                                            | 1850                                            | 1860                                            | 1870                                            | 1880                                            | 1890                                            |
| ----------------------------------------------- | ----------------------------------------------- | ----------------------------------------------- | ----------------------------------------------- | ----------------------------------------------- | ----------------------------------------------- | ----------------------------------------------- | ----------------------------------------------- | ----------------------------------------------- | ----------------------------------------------- | ----------------------------------------------- |
| Einwohner                                       |                                                 |                                                 |                                                 |                                                 |                                                 | 1189                                            | 1183                                            | 1180                                            | 1173                                            | 1136                                            |
| Jahr                                            | 1900                                            | 1910                                            | 1920                                            | 1930                                            | 1940                                            | 1950                                            | 1960                                            | 1970                                            | 1980                                            | 1990                                            |
| Einwohner                                       | 1097                                            | 1194                                            | 1108                                            | 1156                                            | 1290                                            | 1421                                            | 1521                                            | 1729                                            | 2188                                            | 2312                                            |
| Jahr                                            | 2000                                            | 2010                                            | 2020                                            | 2030                                            | 2040                                            | 2050                                            | 2060                                            | 2070                                            | 2080                                            | 2090                                            |
| Einwohner                                       | 2557                                            | 2732                                            | 2715                                            |                                                 |                                                 |                                                 |                                                 |                                                 |                                                 |                                                 |

## Kultur und Sehenswürdigkeiten

### Bauwerke
In Benton wurden mehrere Gebäude unter Denkmalschutz gestellt und ins National Register of Historic Places aufgenommen.
- Benton Grange No. 458 2004 unter der Register-Nr. 04000373[8]
- Colcord Farmstead 2005 unter der Register-Nr. 05001468[9]
- G.W. Reed Travellers Home 1982 unter der Register-Nr. 82000757[10]

## Wirtschaft und Infrastruktur

### Verkehr
Die Interstate 95 verläuft durch den Nordwesten von Benton und verbindet Benton im Süden mit Waterville und Augusta und im Norden mit Bangor. Die Maine State Route 100 verläuft in nordsüdlicher Richtung parallel zum Sebasticook River am Westufer. Am Ostufer verläuft in nordöstlicher Richtung die Maine State Route 139.

### Öffentliche Einrichtungen
Es gibt keine medizinischen Einrichtungen oder Krankenhäuser in Benton. Die nächstgelegenen befinden sich in Waterville und Augusta.
In Benton befindet sich keine Bücherei, die nächstgelegenen sind in Albion, Clinton und Fairfield.

### Bildung
Benton gehört mit Albion, Clinton und Fairfield zum M.S.A.D. #49.
Im Schulbezirk werden folgende Schulen angeboten:
- Albion Elementary School in Albion, mit Schulklassen vom Kindergarten bis 6. Schuljahr
- Benton Elementary School in Benton, mit Schulklassen vom 1. bis 6. Schuljahr
- Clinton Elementary School in Albion, mit Schulklassen vom Kindergarten bis 6. Schuljahr
- Fairfield Primary, mit Gruppen Pre-Kindergarten und Kindergarten
- Lawrence Junior High School  in Fairfield
- Lawrence High School  in Fairfield

## Persönlichkeiten

### Söhne und Töchter der Stadt
- Asher Hinds (1863–1919), Politiker